# Villabúrbula
Villabúrbula es una localidad española perteneciente al municipio de Villasabariego, en la provincia de León, comunidad autónoma de Castilla y León.

## Geografía

### Ubicación
| Noroeste: Paradilla de la Sobarriba | Norte: Santibáñez de Porma | Noreste: Villimer          |
| Oeste: Villacete                    |                            | Este: Palazuelo de Eslonza |
| Suroeste Puente Villarente          | Sur: Villafañe             | Sureste: Villafañe         |

## Demografía
Evolución de la población
| Gráfica de evolución demográfica de Villabúrbula entre 2000 y 2014 |
|                                                                    |
| Población de derecho (2000-2014) según el padrón municipal del INE |

## Patrimonio histórico-artístico
Cabe destacar el retablo de la iglesia de San Pedro, los altares de San Andrés y de la Virgen del Rosario, así como las pinturas estilo rococó que decoran la bóveda con representaciones de ocho virtudes, algunas faltan por deterioro, y cuatro Doctores de la Iglesia en las enjutas (Santo Tomás de Aquino sustituye a San Jerónimo) y el antiguo baptisterio, el cual está decorado en estilo rococó de finales del siglo XVIII, con temas de la Pasión de Jesús y formas de arquitecturas lábiles romanas, flores y vegetales.

## Festividades
Las fiestas son 2, la primera La Octava del Corpus y San Pedro